# 科伊什科區
9°01′23″S 78°36′56″W / 9.02306°S 78.61556°W
科伊什科區（西班牙語：Distrito de Coishco），是秘魯的一個區，位於該國北部安卡什地區的桑塔省，始建於1988年12月13日，面積9.21平方公里，海拔高度15米，2005年人口15,036，人口密度每平方公里1,600人。